# Episodi di Santa Clarita Diet (seconda stagione)
La seconda stagione della serie televisiva Santa Clarita Diet, composta da 10 episodi, è stata interamente pubblicata dal servizio di video on demand Netflix, il 23 marzo 2018, in tutti i territori in cui il servizio è disponibile.
| nº | Titolo originale     | Titolo italiano                   | Pubblicazione |
| -- | -------------------- | --------------------------------- | ------------- |
| 1  | No Family Is Perfect | Nessuna famiglia è perfetta       | 23 marzo 2018 |
| 2  | Coyote in Yoga Pants | Un coyote con i pantaloni da yoga | 23 marzo 2018 |
| 3  | Moral Gray Area      | Zona morale grigia                | 23 marzo 2018 |
| 4  | The Queen of England | La regina d'Inghilterra           | 23 marzo 2018 |
| 5  | Going Pre-med        | Pre-med                           | 23 marzo 2018 |
| 6  | Pasión               | Passione                          | 23 marzo 2018 |
| 7  | A Change of Heart    | Ripensamento                      | 23 marzo 2018 |
| 8  | Easels and War Paint | Vernice e cavalletti              | 23 marzo 2018 |
| 9  | Suspicious Objects   | Oggetti sospetti                  | 23 marzo 2018 |
| 10 | Halibut!             | Halibut!                          | 23 marzo 2018 |